# Netcloud
Die Netcloud AG ist ein Schweizer ICT-Unternehmen mit Hauptsitz in Winterthur und Standorten in Bern und Basel.

## Geschichte
1998 gründete Marc Schürch gemeinsam mit seinem Geschäftspartner Georg Diener die Netcloud AG. Mit dem Wachstum erfolgte 2006 die Eröffnung des Standortes in Bern und 2007 in Basel.
Per Anfang 2015 verliess Mitbegründer Georg Diener die Unternehmung und übergab seine Funktion als Chief Managed Services Officer an Alain Kistler.
2016 zeichnete Cisco die Netcloud AG als besten Datacenter-Partner weltweit aus.
2017 übernahm die Netcloud AG die uniQconsulting AG mit Hauptsitz in Bassersdorf. Im selben Jahr kürte das deutsche Wirtschaftsmagazin Focus Business im Rahmen einer Studie die Netcloud AG zum besten KMU-Arbeitgeber im DACH-Raum.
2023 zog der Standort Winterthur in das neue Gebäude – New ICT Home – der Netcloud AG nach Seuzach.
2024 tritt Marc Schürch als CEO zurück. Seit September 2024 ist Alain Kistler neuer CEO der Netcloud AG. Marc Schürch ist nun im Verwaltungsrat der Netcloud AG tätig.

## Tätigkeitsgebiet
Die Netcloud AG arbeitet primär mit den Herstellern Cisco, NetApp und VMware zusammen. Der Bereich Netzwerk umfasst LAN und WLAN. Weiter plant, baut und virtualisiert die Netcloud AG Rechenzentren und Storage und sichert deren Daten mittels Backup und Disaster Recovery. Unified Communication beinhaltet die Infrastruktur für Kommunikation innerhalb eines Unternehmens wie Desktop- und IP-Telefonie, Video-Konferenzen und Collaboration Tools. Das Gebiet Informationssicherheit besteht aus der Sicherheit im Netzwerk mittels Firewalls, VPN-Verschlüsselung und Identitätsverwaltung sowie Monitoring bzw. Cyber Defence zur Identifikation und Bekämpfung von Gefahren wie Phishing und Krypto Mining.  Cloud  unterteilt sich in Private Cloud, also das virtualisierte Rechenzentrum, Hybrid Cloud und Cloud Services wie Platform und Infrastructure as a Service. Die Dienstleistungen der Netcloud AG sind Managed Services  und Wartung für gesamte IT-Infrastrukturen oder Teilbereiche sowie Dienstleistungen im Bereich der Cyber Security und Cyber Defence.
Weitere technologische Partner sind unter anderem Rapid7, F5 Networks, AWS, Microsoft Azure, Redhat und Veeam.